# Doliocystis heterocephala
Doliocystis heterocephala is een soort in de taxonomische indeling van de Myzozoa, een stam van microscopische parasitaire dieren. Het organisme komt uit het geslacht Doliocystis en behoort tot de familie Lecudinidae. Doliocystis heterocephala werd in 1891 ontdekt door Mingazzini.